# Clarke's Beach
Clarke's Beach est une ville située au bord de la baie de la Conception sur l'île de Terre-Neuve dans la province de Terre-Neuve-et-Labrador au Canada.

## Annexe